# Saint-Nicolas-de-la-Balerme
 Saint-Nicolas-de-la-Balerme  là một xã của tỉnh Lot-et-Garonne, thuộc vùng Nouvelle-Aquitaine, tây nam nước Pháp.